# Oberonia platychila
Oberonia platychila är en orkidéart som beskrevs av Rudolf Schlechter. Oberonia platychila ingår i släktet Oberonia och familjen orkidéer. Inga underarter finns listade i Catalogue of Life.